# Stemmatophora rungsi
Stemmatophora rungsi é uma espécie de insetos lepidópteros, mais especificamente de traças, pertencente à família Pyralidae.
A autoridade científica da espécie é Leraut, tendo sido descrita no ano de 2000.
Trata-se de uma espécie presente no território português.